# Nederlandse kampioenschappen schaatsen afstanden 2021
De Nederlandse kampioenschappen afstanden 2021 (met de officiële naam Daikin NK Afstanden 2021) in het langebaanschaatsen vonden van 30 oktober tot en met 1 november 2020 plaats op de overdekte schaatsbaan Thialf in Heerenveen, Friesland. Thialf was voor de veertiende opeenvolgende keer en voor de 22e keer in totaal de locatie voor deze kampioenschappen.
Bij deze NK afstanden (mannen/vrouwen) werden de nationale titels op de afstanden 500, 1000, 1500, 3000 (v), 5000 en 10.000 (m) meter vergeven. Vanwege de geldende maatregelen van overheidswege als gevolg van de heersende coronapandemie vonden de wedstrijden zonder publiek plaats.
De strijd om de nationale titels op de massastart van dit seizoen was eerste naar het WK-kwalificatietoernooi verplaatst, daarna naar 28 februari in Enschede verplaatst, maar ging uiteindelijk niet door.

## Programma
| vrijdag 30 oktober                                                           | zaterdag 31 oktober                                                            | zondag 1 november                                                           |
| ---------------------------------------------------------------------------- | ------------------------------------------------------------------------------ | --------------------------------------------------------------------------- |
| vanaf 13.10 uur                                                              | vanaf 13.05 uur                                                                | vanaf 12.30 uur                                                             |
| 1e 500 meter mannen 1500 meter vrouwen 2e 500 meter mannen 5000 meter mannen | 1e 500 meter vrouwen 1500 meter mannen 2e 500 meter vrouwen 3000 meter vrouwen | 10.000 meter mannen 5000 meter vrouwen 1000 meter mannen 1000 meter vrouwen |

## Medailles

### Mannen
| Afstand            | Goud          | Zilver          | Brons         |                    |
| ------------------ | ------------- | --------------- | ------------- | ------------------ |
| 500 m (details)    | Dai Dai N'tab | Hein Otterspeer | Kai Verbij    | uitslag            |
| 1000 m (details)   | Thomas Krol   | Kai Verbij      | Kjeld Nuis    | uitslag            |
| 1500 m (details)   | Thomas Krol   | Patrick Roest   | Wesly Dijs    | uitslag            |
| 5000 m (details)   | Patrick Roest | Sven Kramer     | Marcel Bosker | uitslag[dode link] |
| 10.000 m (details) | Marwin Talsma | Patrick Roest   | Marcel Bosker | uitslag            |

### Vrouwen
| Afstand          | Goud            | Zilver             | Brons               |         |
| ---------------- | --------------- | ------------------ | ------------------- | ------- |
| 500 m (details)  | Femke Kok       | Jutta Leerdam      | Marrit Fledderus    | uitslag |
| 1000 m (details) | Jutta Leerdam   | Femke Kok          | Ireen Wüst          | uitslag |
| 1500 m (details) | Jorien ter Mors | Antoinette de Jong | Melissa Wijfje      | uitslag |
| 3000 m (details) | Irene Schouten  | Reina Anema        | Antoinette de Jong  | uitslag |
| 5000 m (details) | Irene Schouten  | Reina Anema        | Carlijn Achtereekte | uitslag |